# ريتشارد إي. هاولي
ريتشارد إي. هاولي (بالإنجليزية: Richard E. Hawley)‏ هو ضابط أمريكي، ولد في 2 يناير 1942 في ألباني في الولايات المتحدة.